# Lac de Moron
Der Lac de Moron ist ein Stausee im Neuenburger Jura an der Landesgrenze zwischen der Schweiz und Frankreich.

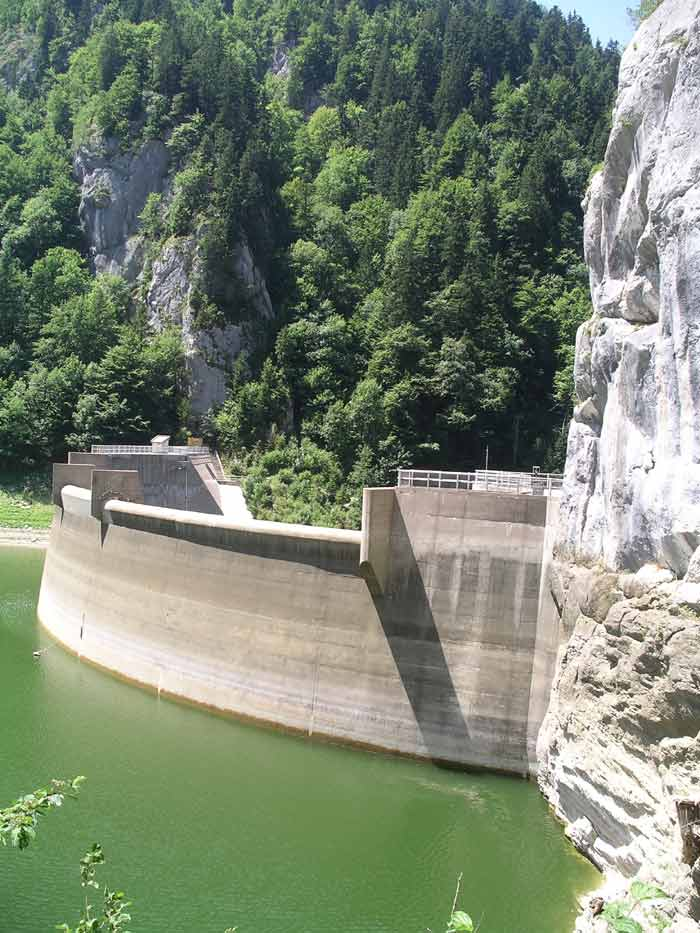
Staumauer Châtelot am Lac de Moron

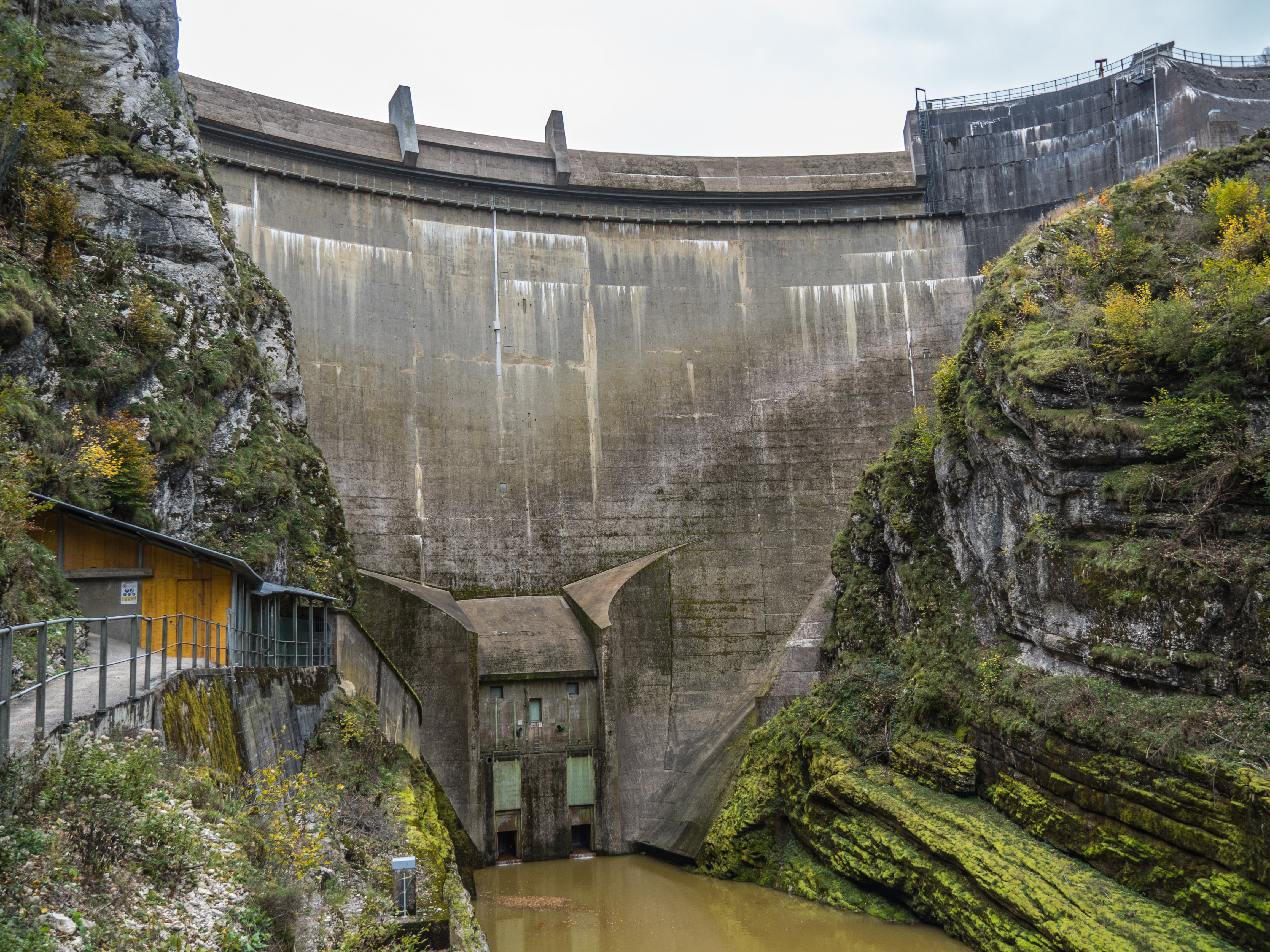
Staumauer Châtelot am Doubs

## Lage
Der langgezogene See liegt auf einer Höhe von 716 m ü. M. und beginnt beim Saut du Doubs, einem imposanten 27 Meter hohen Wasserfall. Er hat eine auffallend grünliche Farbe. Nach der Staumauer Châtelot verlässt der Doubs den See und biegt später westwärts in Richtung Frankreich ab.
Zu erreichen ist der Stausee zu Fuss auf der französischen Seite von der Ortschaft Le Barboux aus, die sich im Département Doubs befindet. Auf Schweizer Seite kann man den Stausee von den Ortschaften Les Brenets, Le Locle und Les Planchettes aus erreichen.

## Geschichte
Die Staumauer Châtelot, die das Wasser des Sees aufstaut, wurde im Jahr 1953 fertiggestellt.